# Мукерджи, Сиддхартха
Сиддхартха Мукерджи (бенг. সিদ্ধার্থ মুখার্জী, англ. Siddhartha Mukherjee; род. 1970) — американский учёный-медик индийского происхождения, известен своей книгой «Царь всех болезней. Биография рака», за которую удостоился Пулитцеровской премии.

## Биография
Родился в семье Сибесвара Мукерджи, служащего фирмы «Мицубиси», и Чандани Мукерджи, учительницы. Детство провёл в районе Сафдарджанг. Дома их семья пользовалась бенгальским и английским языками. Сиддхартха увлекался музыкой и чтением, тем более что их домашняя библиотека была большой. Особенно ему нравился Рабиндранат Тагор.
Мукерджи учился в англоязычной школе имени святого Колумбы в Дели, а в 1988 году получил высшую школьную награду «Меч почёта». Поступив в Стэнфордский университет и став там лучшим на курсе биологии, он работал в лаборатории нобелевского лауреата по химии Пола Берга — исследовал влияние генов клетки на поведение раковых клеток.
В 1993—1996 годах Мукерджи был родсовским стипендиатом в Оксфордском университете и стал доктором философии в отрасли иммунологии, закончив Магдалинский колледж при этом университете.
Затем поступил в Гарвардскую медицинскую школу, где получил степень доктора медицины. Прошел курс интернатуры в Массачусетской больнице общей практики.
Специализировался сначала на внутренних болезнях, а впоследствии на онкологических.

### Карьера
Сиддхартха Мукерджи занимает должность ассистента профессора в отделении гематологии и онкологии Колледжа врачей и хирургов Колумбийского университета в Нью-Йорке. Одновременно работает онкологом в Медицинском центре при этом же учебном заведении. Был адъюнкт-профессором в клинике Майо в Рочестере, почетным адъюнкт-профессором в Школе медицины при Университете Джонса Хопкинса, читал лекции в Массачусетском медицинском обществе. Гематолог и онколог, Мукерджи известен своими трудами о формировании крови и взаимодействие микросреды и раковых клеток.
Он член редколлегии журнала Oncogene.
В своей научной деятельности Мукерджи, в частности, изучает связи между нормальными стволовыми клетками и раковыми. Его лаборатория исследует микросреду стволовых клеток, уделяя особое внимание кровообразующим (или же гемопоэтическим) стволовым клеткам (ГСК). Они содержатся в костном мозге, в очень специфической микросреде. Остеобласты, то есть клетки, формирующие костную ткань, составляют важный элемент этой микросреды и регулируют физиологическую деятельность ГСК — подают этим клеткам сигналы делиться или оставаться в состоянии покоя и помогают поддерживать естественные свойства. Научную работу Мукерджи признало много частных благотворительных фондов и национальных институтов здравоохранения. В 2009 году учёного наградили премией «Челендж грант» за прорывные исследования.
В 1990-х и 2000-х годах лаборатория Мукерджи, сотрудничая с другими научными учреждениями, обнаружила гены и химические вещества, которые могут изменять микросреду, а следовательно, и само поведение как нормальных стволовых клеток, так и раковых. Два типа таких химических веществ — ингибиторы протеасомы и активина А — проходят клинические испытания пригодности этих препаратов в терапевтическом лечении. В этой лаборатории также выявлены новые генетические мутации при миелодисплазии и остром миелолейкозе. Это научное учреждение играет ведущую роль в поиске средств лечения раковых болезней в клинических условиях. Оно действует на базе Универсального онкологического центра Герберта Ирвинга при Колумбийском университете. Ранее сотрудничало с Гарвардским институтом стволовых клеток и Массачусетской больницей общей практики.
Мукерджи имеет много публикаций в таких научных журналах, как «Nature», «Нейрон», «Журнал клинических исследований», «Медицинский журнал Новой Англии» и другие. Сиддхартха Мукерджи стал известен как популяризатор науки после выхода в печать книги «Царь всех болезней», за которую был награждён Пулитцеровской премией.
Лауреат Lewis Thomas Prize (2019).
Мукерджи живёт в Нью-Йорке. Женат на художнице-скульпторе Саре Зе, лауреате стипендии Мак-Артура и представительнице США на Венецианском биеннале 2013 года. У супругов две дочери — Лила (р. 2006) и Ария (р. 2010). У Сиддгартхи Мукерджи есть сестра Рану Бхаттачарья.

## Книги
- Царь всех болезней. Биография рака (2013)
- Ген. Очень личная история (2016): The Gene: An Intimate History (Scribner) — отмечена Phi Beta Kappa Award in Science[англ.] (2017), «Просветитель.Перевод» (2023).
- Песнь клетки. Медицинские исследования и новый человек (2025): The Song of the Cell: An Exploration of Medicine and the New Human (2022)